# Гладијатор (филм)
Гладијатор (енгл. Gladiator) амерички је епски историјско драмски филм у режији Ридлија Скота из 2000. године. Сценарио потписују Дејвид Францони, Џон Логан и Вилијам Николсон из приче Францонија, док су продуценти филма Даглас Вик, Францони и Бранко Лустиг. Филмску музику, која је 2001. године награђена Златним глобусом, компоновали су Ханс Цимер и Лиса Џерард. Насловну улогу тумачи Расел Кроу као генерал Максим, док су у осталим улогама Хоакин Финикс, Кони Нилсен, Оливер Рид, Дерек Џејкоби, Џимон Хансу и Ричард Харис.
Филм прати генерала Максима, пријатеља цара Марка Аурелија (Харис), ког издаје и убија његов амбициозни син Комод (Финикс). Заробљен и претворен у роба на ободу Римског царства, Максим постаје гладијатор и пробија се кроз гладијаторску арену како би осветио убиство своје породице и свог цара. Дистрибуиран од стране DreamWorksа у Северној Америци и Universal Picturesа у остатку света, филм је биоскопски издат 5. маја 2000. у Сједињеним Америчким Државама, док се у Уједињеном Краљевству почео приказивати 12. маја исте године. Зарадио је преко 503 милиона долара широм света, по чему је други филм по заради 2000. године, иза Немогуће мисије 2. Добио је позитивне критике критичара, који су нарочито похвалили глуму, режију, визуелне ефекте, сценарио, акционе сцене, музику и сценографију, иако су неки критиковали мрачни тон филма.
Филм је награђен са пет Оскара, укључујући Оскара за најбољи филм и најбољег глумца у главној улози (Кроу). Такође, филм је добио награде БАФТА за најбољи филм и Златни глобус за најбољи филм (драма). Овим филмом ревитализован је жанр историјског спектакла с каснијим филмовима као што су Троја (2004), Александар (2004), Небеско краљевство (2005), 300: Битка код Термопила (2006).
Наставак, Гладијатор 2, премијерно је приказан 2024. године.

## Радња
Генерал Максим Децим Меридије (Кроу) предводи римску војску у победи над германским варварима 180. године и тако окончава дугогодишњи рат, стичући поштовање цара Марка Аурелија (Харис). Иако ослабели Аурелије има сина, Комода (Финикс), привремено вођство ипак жели да преда Максиму, са жељом да Рим поново постане република. Аурелије своју одлуку одвојено саопштава Максиму и Комоду, који оца потом убија.
Комод, прогласивши се царом, тражи од Максима оданост, што овај одбија, схвативши Комодову умешаност у цареву смрт. Комод наређује да смакну Максима и шаље Преторијанску гарду да му убије жену и сина. Максим се опире својим крвницима и бежи кући, где затиче разапета тела у рушевинама своје виле. Након што сахрани жену и сина, Максим скрхан од жалости пада на гробове и остаје без свести. Проналазе га трговци робљем и одводе у Зухабар, провинцију у северној Африци, где га купује Проксимо (Рид), управитељ локалне школе за обуку гладијатора.
Смућен и резигниран због смрти породице и издаје од стране свог царства, Максим се нерадо бори, али због свог борилачког умећа побеђује и постаје омиљен међу публиком. Док вежба и бори се, Максим почиње да се дружи са Хејгеном (Ралф Мелер), германским варварином, и Јубом (Хансу), нумидским ловцем који му постаје добар пријатељ и с којим почиње да разговара о загробном животу.
У Риму, Комод отвара гладијаторске борбе, тобоже у очеву част, па у град стиже Проксимова гладијаторска дружина. У оживљавању Битке код Заме (погрешно назване Битком код Картагине) у Колосеуму, Максим предводи Проксимове гладијаторе до победе против пуно моћнијег противника, на опште одушевљење публике. Комод силази у арену како би се упознао са победницима и пренеражава се кад Максим скине заштитну маску. У немогућности да нареди убиство Максима због одушевљене гомиле, цар одлази из арене бесан.
У његовој следећој борби, Комод Максиму супротставља Тигра из Галије (Свен Оле Торсен), јединог непораженог римског гладијатора, заједно са више правих тигрова. Максим једва успева да савлада противника и чека Комодову одлуку да ли да пораженог убије. Комод окреће палац према доле, али Максим ипак оставља Тигра у животу, чиме вређа цара добија овације масе. Комод постаје још љући на Максима, који добија надимак „Максим милосрдни“.
Након битке, Максим среће свог бившег слугу Цицерона (Томи Фланаган), који му открива да му је војска и даље одана. Максим се тајно састаје са Лусилом (Нилсен), Комодовом сестром, и сенатором Грахом (Џејкоби). Одлучују да организују Максимов бег, након ког би он стао на чело војске, свргао Комода и вратио моћ Сенату. Међутим, Комод случајно сазнаје да му неко ради о глави и присиљава сестру да му каже ко је умешан. Преторијанци упадају у Промиксове просторије, сукобљавајући се с гладијаторима, док Максим успева побећи. Хејген и Проксимо бивају убијени, а остали заробљени. Максим бежи према градским зидинама, али бива ухваћен, заједно са Цицероном, који бива убијен.
Закључивши како легенде рођене у Колосеуму ту морају и умрети, Комод изазива Максима на двобој. Знајући да је Максим много способнији, Комод га пре битке убада бодежом у плућа и рану покрива оклопом. У арени, упркос повреди, Максим разоружава Комода. Пошто Преторијанци одбију да му помогну, Комод вади бодеж и поново насрће на Максима, који га надјачава и бодежом насмрт убада у врат. Такође на самрти, Максим наређује да се Рим врати под управу Сената, да се Проксимови гладијатори ослободе и да Грах поново постане сенатор. Доживљава визију у којој се поново састаје са женом и сином, након чега умире. Сенатор Грах и Проксимови гладијатори односе Максимово тело из Колосеума. Исте вечери, сада слободни Јуба на месту где је Максим издахнуо закопава две минијатурне Максимове фигуре његове жене и сина.

## Улоге
| Глумац             | Лик                   | Улога |
| ------------------ | --------------------- | --- |
| Расел Кроу         | Максим Децим Меридије | Римски генерал у Германији који постаје роб и тражи освету против Комода. Пре догађаја из филма је уживао поверење Марка Аурелија. Његов дом је у Шпанији близу Трујила.                          |
| Хоакин Финикс      | Комод                 | Амбициозни и социопатични младић. Убија свог оца, а жели и сестру Лусилу. Постаје римски цар по очевој смрти.                                                                                     |
| Кони Нилсен        | Лусила                | Старије дете Марка Аурелија. Недавно је остала удовица. Чини се да јој је Максим симпатија из прошлости. Покушава да одбије похотне насртаје свог брата док у исто време штити свог сина, Луција. |
| Џимон Хансу        | Јуба                  | Нумидијски домородац кога су трговци робљем одвели од куће и породице и који постаје Максимов блиски савезник.                                                                                    |
| Оливер Рид         | Проксимо              | Стари трговац који купује Максима у северној Африци. И сам је бивши гладијатор ког је ослободио Марко Аурелије.                                                                                   |
| Дерек Џејкоби      | Сенатор Грах          | Један од сенатора који се противе Комоду, а касније пристаје да помогне Максиму у царевом свргавању.                                                                                              |
| Ралф Мелер         | Хејген                | Герман, Проксимов главни гладијатор. Током битке у Риму се спријатељио с Максимом и Јубом. |
| Спенсер Трит Кларк | Луције Вер            | Лусилин син. |
| Ричард Харис       | Марко Аурелије        | Римски цар који жели да врати републиканску управу, али га убија син Комод. |
| Томи Фланаган      | Цицерон               | Римски војник и Максимов одани слуга који га информише док је овај у ропском заточеништву. |
| Томас Арана        | Генерал Квинт         | Други римски генерал и бивши Максимов пријатељ. Постаје одан новом цару који га зато именује за заповедника Преторијанаца.                                                                        |
| Дејвид Скофилд     | Сенатор Фалко         | Патрицијски сенатор који се противи Републици и помаже Комоду да консолидује своју моћ. |
| Свен Оле Торсен    | Тигар од Галије       | Наводно непоражени гладијатор који се враћа из пензије како би се супротставио Максиму. |
| Омид Џалили        | трговац робљем        | |

## Продукција

### Сценарио
„Гладијатор“ је настао на темељу оригиналног сценарија Дејвида Францонија, који је написао све раније верзије. Францони је потписао уговор за три филма са компанијом „Дримворкс“ (енгл. DreamWorks) као сценариста и копродуцент на темељу свог ранијег рада, „Амистада“ Стивена Спилберга из 1997. Францони није био академски образован на пољу античке историје, али је под утицајем романа Данијела П. Маникса из 1958. „Они који ће умрети“ и након читања античке збирке царских биографија „Царске повести“ одлучио пажњу посветити Комоду. У Францонијевој првој верзији, од 4. априла 1998, главној улози је дао име „Нарцис“ по имену рвача који је удавио цара Комода, мада се његово име не помиње у „Царским повестима“, већ код Херодијана и Диона Касија тако да се може рећи да је сценариста користио неколико античких извора.
Продуценти Волтер Паркс и Дејвид Вик су контактирали Ридлија Скота. Показали су му примерак слике Pollice Verso (Палчеви надоле) Жан-Леона Жерома из 1872. Скота је привукло стварање филма смештеног у амбијент античког Рима. Но, није био задовољан Францонијевим дијалозима па је ангажовао Џона Логана да преправи сценарио по његовом укусу. Логан је преправио добар део првог чина и додао одлуку да се убије Максимова породица како би се појачала јунакова мотивација.
Две седмице пре снимања, глумци су се још жалили на проблеме са сценаријем. Вилијам Николсон је доведен у студије Шепертона како би учинио Максима осећајнијим, преправивши његово пријатељство с Јубом и додавши мотив загробног живота. Рекао је: „Није хтео да види филм о човеку који жели да убије некога.“ Дејвид Францони је касније доведен како би прерадио Логанове и Николсонове преправке, а добио је и статус продуцента. Након што је доведен Николсон, вратио се на Францонијеве оригиналне идеје и вратио неколико сцена. Францони је као продуцент надгледао развој сценарија и бранио своју оригиналну визију. Касније је с продуцентима Дагласом Виком и Бранком Лустигом поделио Оскар за најбољи филм.
Сценарио је прошао много прерада и ревизија на сугестије Расела Кроуа. Кроу је доводио у питање сваки аспект сценарија и одлазио је са снимања уколико не би добио одговоре. Према директору Дримворкса: „(Расел Кроу) је покушао преправити цели сценарио на лицу места. Знате ону велику реченицу у форшпану, 'У овом животу или следећем, имаћу своју освету'? Исправа ју је с гнушањем одбио изговорити.“ Николсон, трећи и коначни сценариста, каже да му је Кроу рекао: „Твоје реченице су смеће, али ја сам најбољи глумац на свету и могу учинити да и смеће добро звучи.“ Николсон је додао: „Вероватно су моје реченице биле смеће, тако да је он у ствари говорио искрено.“

### Снимање
Филм је сниман на три велике локације између јануара и јуна 1999. године. Уводна сцена битке у шумама Германије је снимана три дана у Борн Вудсу (енгл. Bourne Woods), покрајина Фарнхема у Енглеској. Сцене Максимовог ропства, путовања кроз пустињу и гладијаторске школе су снимане у Куарзазатеу, Мароко, јужно од планинског ланца Атласа за три недеље. Сцене Рима снимљене су за деветнаест недеља на Малти уз коришћење вишенационалне радне снаге која је доведена до граница издржљивости.
Копија једне трећине римског Колосеума изграђена је на Малти од гипса и дрвета, док су остале две трећине додате дигиталним путем. Копија је грађена неколико месеци, а цена изградње процењена је на око милион долара. друга страна комплекса послужила је за богат асортиман за уличне сцене старог Рима са све колонадама, капијама, статуама и пијацама које су коришћене у другим сценама.

### Постпродукција
За дигиталне ефекте се побринула европска постпродукцијска компанија Де Мил (енгл. The Mill). Неки од ефеката које је компанија употребила били су снимање правих тигрова испред плавог екрана у борбеним сценама и уводне сцене с горућим стрелама. Користили су и 2000 живих глумаца како би створили дигиталну гомилу од 35.000 виртуалних глумаца који су морали бити уверљиви и реаговати у сценама борби.
Неочекивани постпродукцијски посао узрокован је изненадом смрћу Оливера Рида од срчаног удара током снимања на Малти пре него што су све сцене биле снимљене. У Милу су израдили његовог дигиталног двојника како би га заменио у преосталним сценама у којима се појављује Проксимо снимајући дигиталног двојника у сени и дигитално маскирајући Ридово лице у преосталим сценама. Филм је посвећен успомени на Рида.

## Утицаји филма

### Историјска тачност
Филм већим делом није темељен на стварним историјским догађајима. Иако су продуценти контактирали стручњаке за Римско царство из академских кругова како би створили веродостојан приказ тог филма, сценаристи су додали неколико отклона од историје.
Римски цареви приказани у филму су Марко Аурелије (Ричард Харис), који је владао од 161. до 180. године, и његов син, Комод (Хоакин Финикс), који је владао од 180. до 192. године, и провео већину, ако не и све, време организујући гладијаторске борбе, наводно, јер је био опседнут спортом. Приказ Комода је много разводњенији него у сенаторским изворима као што је Аугустријанска историја која описује Комода као много крвожеднијег. Комодово убиство оца у филму је потпуно измишљено. Комод је био једини римски цар који се борио као гладијатор (иако постоје наводи да је и Калигула чинио исто). Комода је удавио рвач, а није убијен у двобоју у арени како то описује филм.
Лусила је била Комодова сестра и била је удата за Луција Вера (који се у филму спомиње као покојни отац њеног сина Луција Вера, али не као и сувладар), сувладара њеног оца до његове смрти 169. године. Инцест, или покушај инцеста између Комода и Лусиле у филму нема историјских утемељења, иако постоје гласине како је Комод починио инцест с другим сестрама. Лусила је била умешена у завере сената да се убије њен брат, 182. године, након покушаја убиства Комода, прогнана је на Капри, а касније је смакнута по братовљевим наредбама.
Битка почиње тачно: Римљани бомбардују супарнике стрелама и катапултима, а затим шаљу легионаре у уским формацијама да започну битку „прса у прса“. Док маршира према варварској хорди, цела формација је приказана у поравнатој формацији, која није нудила тактичке предности. Римска војска обично би се раздвајала у неколико група од по 480 људи које су биле познате као кохорте.
Сцена која показује битку није историјски тачна, јер легионари напуштају формацију у холивудском акционом стилу како би започели битку с Германима један на један, у којој су варвари надмоћнији. У стварности, Римљани су углавном правили скупљене формације, а легионари их нису разбијали осим ако не би добили наредбе о повлачењу или ако би силом биле разбијене. У потоњем случају готово увек би били побијени, осим ако не би успели да се прегрупишу или стигну до пријатељских линија.
Град Рим и Колосеум (тада назван Флавијанов амфитеатар) су тачно предочени, иако су топографија, погледи и центар Рима око њега измишљени. Надаље, у филму постоји сцена у којој се у граду деле леци на којима се оглашавају гладијаторске борбе. Ипак, масовна дистрибуција таквих летака пре изума штампарске машине би била непрактична.
У филму се спомиње јединица римске војске смештене у Остији, док у стварности, уз изузетак преторијанске гарде и тријумвирата, легије нису смеле да се враћају у Италију.
Лик Максима је измишљен, иако је по неким особинама сличан Нарцису (име лика у првој верзији сценарија и стварни Комодов убица) и Спартаку (који је предводио сличан устанак робова).
У филму, Гај примећује како је „Рим основан као република“. Град је заправо основан као монархија. Рим је постао република кад је одбранио независност од Етрураца, а краљ Луције Тарквиније Охоли је збачен 510. п. н. е. Не постоје стварни докази да је Марко Аурелије хтео да врати републиканско уређење. Заправо, Марко Аурелије је проглашењем Комода за свог наследника поново успоставио праксу наслеђивања (Марко Аурелије је био последњи од „Пет добрих царева“, током чијег је периода цар за своје наследнике постављао најбоље људе, чинивши тако царство меритократијом).
Након Комодове смрти цар је постао генерал Пертинакс, што се не спомиње у филму.

### Ранији филмови
Радња филма инспирисана је радњом два историјска филма из шездесетих — Пад Римског царства и Спартак.
Пад Римског царства (1964) говори о Ливију који је наследник Марка Аурелија, као и Максим у Гладијатору. Ливије је заљубљен у Лусилу (Максим је раније био заљубљен у њу). Оба филма говоре о убиству Марка Аурелија и Комодовом седању на трон након сазнања да је стари цар мислио да за свог наследника именује Ливија/Максима. У Паду Римског царства група уротника се нада да ће извући корист од Комодовог ступања на престо, док Комод наређује да Марка Аурелија отрују; у Гладијатору Комод сам задављује оца. У Паду Римског царства Комод даје Ливију део власти како би га држао оданим против његове воље; у Гладијатору Комод покушава да убије Максима, али не успева. Ливије и Максим траже освету за убиство Марка Аурелија кога је убио Комод; врхунац оба филма је њихов међусобни двобој.
Спартак је заслужан за гладијаторски мотив, као и за лик Гракха, измишљеног сенатора који је у оба филма старији државник античког Рима који покушава задржати овласти у Сенату пред амбициозним аутократом - Марко Лициније Крас у Спартаку и Комода у Гладијатору. Занимљиво, оба глумца која су играли Гракха (у Спартаку и Гладијатору), су у претходним филмовима играли Клаудија — Чарлс Лотон из Спартака је глумио Клаудија у филму из 1937. — Ја, Клаудије, а Дерек Џејкоби из Гладијатора је наступио у тој улози у истоименој Би-Би-Си-јевој екранизацији из 1975. У оба филма се јавља иста сцена, где гладијатор (овде Максим, у Спартаку Драба (Вуди Страуд) баца своје оружје на крају обрачуна.
Приказ Комодовог уласка у Рим сличан је призору из нацистичког пропагандног филма Лени Рифенштал, Тријумф воље (1934), иако је Ридли Скот истакао да је иконографија нацистичких скупова била инспирисана Римским царством. Гладијатор је на филм пресликао сличне догађаје који су се догодили у поворци Адолфа Хитлера. Нацистички филм почиње с погледом из аеродрома на Хитлеров долазак у авиону, док Скот приказује поглед на Рим након којег следи кадар гомиле људи који гледају док Комод пролази покрај њих у кочији. Прва ствар која се појављује у Тријумфу воље је нацистички орао, на шта се алудира статуом орла која стоји на врху једног копља (након чега следи још неколико украсних орлова), после чега се пажња окреће на Комодову поруку. У једном тренутку у нацистичком филму девојчица Хитлеру даје цвеће, док Комод сусреће неколико девојчица које му такође дају цвеће.

## Музика
Музику номиновану за Оскара написали су Ханс Цимер и Лиса Џерард, док је диригент био Гавин Гринвеј. Вокали Лисе Џерард слични су онима из њеног рада за филм „Инсајдер“.
Музика за битке наводно је била слична оној покојног Густава Холста из „Mars: The Bringer of War“, а у јуну 2006. задужбина „Холст“ је тужила Ханса Цимера за плагирање Холстовог дела. Слична музика појављује се у сцени Комодовог тријумфалног повратка у Рим. Дана 27. фебруара 2001. године, готово годину након објављивања прве музике, издавачка кућа Decca је издала „Gladiator: More Music From the Motion Picture“. 5. септембра 2005. су издали двоструко издање с два компакт-диска названо „Gladiator: Special Anniversary Edition“. Нека музика се појавила у доигравањеу NFL-а у јануару 2003. године, пре реклама и пре и након полувремена. Лучано Павароти је 2003. објавио сопствени снимак с песмом из филма, и додао је како је пожалио што је одбио понуду да буде извођач.

## Критике
Си-ен-ен је навео битку за Германију као једну од „најбољих филмских битака икад снимљених“, док је „Ентертејнмент викли“ (енгл. Entertainment Weekly) изабрао Максима као њиховог шестог најбољег акционог јунака. Роџер Иберт био је један од оних који нису имали речи хвале за филм: написао је како филм изгледа „збркан, нејасан и мутан“.
Филм је био један од најуспешнијих 2000. године, са зарадом у свету од 503.100.000 долара. Оживео је жанр историјских спектакла па су након њега снимљени филмови као што су Троја (2004), Александар (2004), Небеско краљевство (2005), 300: Битка код Термопила (2006).

### Награде
„Гладијатор“ је био номинован за 36 награда, укључујући 73. доделу Оскара, награде БАФТА, као и за Златни глобус. Од 119 номинација, филм је освојио 48 награда.
Филм је освојио пет Оскара, а био је номинован за још седам, укључујући за најбољег споредног глумца за Хоакина Финикса и за Оскара за најбољег режисера за Ридлија Скота. Било је контроверзи око номинације за најбољу оригиналну музику. Због Академијиних правила, номинован је био само Ханс Зимер, али не и Лиса Џерард.
- Оскари
  - Најбољи филм
  - Најбољи глумац (Расел Кроу)
  - Визуелни ефекти
  - Најбољи дизајн костима
  - Најбољи звук
- Еди награде
  - Најбоље монтиран драмски филм
- Награде Цеха филмских сценографа
  - Најбоља сценографија - историјски или фантастични филмови
- БАФТА награде
  - Најбоља фотографија
  - Најбоља монтажа
  - Најбољи филм
  - Најбоља сценографија
- Златни глобуси
  - Најбољи филм-драма
  - Најбоља оригинална музика
- Награде Друштва филмских критичара Лас Вегаса
  - Најбољи дизајн костима
  - Најбољи DVD
  - Најбоља монтажа
  - Најбоља музика
  - Најбољи визуелни ефекти
- Награде Лондонских филмских критичара
  - Глумац године (Расел Кроу)

## ДВД издања
Филм је први пут објављен на ДВД-у 20. новембра 2000, а од тада су објављиване продужене и посебне верзије. У специјалним додацима се налазе избачене сцене, документарци, коментари, галерије слика, скривене поруке и аудиције. На DVD-у се налази неколико избачених сцена укључујући:
- Након битке на почетку филма, Максим хода кроз римски логор прегледајући своје рањене војнике.
- Након што су Максима одвели у подручје изван арене, он угледа лавове, групу хришћана и неколико лешинара који једу мртво тело. Проксимо предложи опкладу пријатељу хоће ли Максим, Јуба и Хејген преживети прву борбу.
- Проксимо упућује Максима да не убија друге гладијаторе тако брзо и да забави публику.
- Лусила се сусреће с неколико чланова Сената у тајној Граховој резиденцији након преговора о Комодовом слабом вођству. Лусила открива да Комод, како би платио свакодневне гладијаторске игре, продаје римске залихе жита што ће убрзо оставити град без хране на две године. Планира и да распусти сенат, а Лусила им каже да Комод мора бити убијен. Али, Грах јој узвраћа како ће причекати док Комод не буде по вољи народу те да ће га убити онда кад стекне довољно непријатеља.
- Након што је сазнао да је Максим преживео гладијаторску борбу, Комод одлази у тамну собу с римским лидерима. Узима мач и почне ударати очеву бисту, након чега је у сузама почне грлити и љубити.
- Комод надгледа двојицу преторијанаца оптужених за издају јер су се показали као неспособни да смакну Максима у Германији. Квинтус покушава интервенисати, тврдећи да су они добри војници. Комод тада закључује да би можда Квинтус, као генерал, могао бити одговоран. Квинтус даје наредбу, а двојица бивају убијени стрелама док Комод стоји између њих.
- Комод наређује да се шпијунирају могући издајници. Док Проксимо пије вино, угледа како га гледају тројица мушкараца.